# Venetianer Pál
Venetianer Pál (Budapest, 1935. április 15. –) magyar biológus, biokémikus, kutatóprofesszor, a Magyar Tudományos Akadémia rendes tagja. A molekuláris biológia neves kutatója. 1994 és 1996 között az MTA Szegedi Biológiai Központ igazgatója.

## Életpályája
Venetianer László (1897–1976) mérnök és Hauswirth Rózsa fia. 1953-ban érettségizett, majd felvették az Eötvös Loránd Tudományegyetem Természettudományi Karának biológia–kémia szakára, ahol 1957-ben szerzett középiskolai tanári diplomát.
Diplomájának megszerzése után a Semmelweis Orvostudományi Egyetem Orvosi Vegytani Intézetének munkatársa lett. 1970-ben ment át a Magyar Tudományos Akadémia Szegedi Biológiai Központba, itt a Biokémiai Intézetben kezdett dolgozni, később az intézet igazgatója lett. Ebben az időszakban a prokarióta molekuláris biológiai csoportjának vezetője is volt. 1994 és 1996 között a Központ főigazgatója volt, majd kutatóprofesszori megbízást kapott.
1965 és 1966 között, valamint 1973 és 1974 között a bethesdai (USA) Nemzeti Egészségügyi Intézet munkatársa volt. A European Journal of Biochemistry és a Cellular and Molecular Life Sciences című szakfolyóirat szerkesztőbizottságának tagja volt. 1975 óta a József Attila Tudományegyetem címzetes egyetemi tanára. 1999 és 2002 között Széchenyi professzora volt.
1965-ben védte meg a biológiai tudomány kandidátusi, 1975-ben pedig akadémiai doktori értekezését. A Szegedi Akadémiai Bizottságnak, a Biokémiai és Molekuláris Biológiai Bizottságnak lett tagja. 1987-ben választották a Magyar Tudományos Akadémia levelező, 1995-ben pedig rendes tagjává. 1990 és 1996 között az Akadémiai Intézetek Tanácsa, majd az Akadémiai Kutatóhelyek Vezetőinek tanács elnöke volt. 1991-ben lett az Európai Molekuláris Biológiai Szervezet (EMBO) tagja, e szervezet alelnöke is volt. 1992-ben az Európai Akadémia (London), 1993-ban a német Leopoldina Német Természettudományos Akadémia is tagjai közé választotta.

## Munkássága
Kutatási területe a biokémia és a molekuláris biológia. Fontos tudományos eredménye a fehérjék diszulfidjait (kénes vegyületeit) kialakító protein-diszulfid-izomeráz enzim felfedezése, illetve bizonyos specifikus messenger-RNS-ek izolálására kialakított új eljárásának kidolgozása. Az RNS-ek kutatása során munkatársaival sikerült meghatároznia a riboszomális RNS-gének számát az Escherichia coli baktériumban és feltérképezte azokat.
Munkatársaival létrehozta az első magyarországi rekombináns organizmust, amely egy humán inzulint termelő baktériumtörzs volt. Ez az eredmény a cukorbetegség kezelésében jelentős. Emellett felfedeztek több új enzimet, valamint azok klónozására kialakítottak eljárásokat.
Több mint százhúsz tudományos közlemény, valamint több népszerűsítő könyv szerzője.

## Családja
Nős, felesége Venetianer Anikó Akadémiai Díjas biológus. Házasságukból egy fiúgyermek született.
Nagybátyja Pán Imre művészeti író, nagynénjei Venetianer Rózsi zongoraművész-és tanár és Hauswirth Magda karikaturista, grafikus. Apja unokatestvére Venetianer Lajos újpesti főrabbi. Unokatestvére Mezei Gábor belsőépítész.

## Díjai, elismerései
- Szörényi Imre-díj (1969, Magyar Biokémiai Egyesület)
- Akadémiai Díj (1981)
- FEBS Ferdinand Springer-díj (1981)
- Állami Díj (1985) – A mikrobiológia, a genetika terén elért eredményeiért, tudományos iskolateremtő és tudományszervező tevékenységéért. Megosztott díj Alföldi Lajossal és Ferenczy Lajossal.
- A Magyar Köztársasági Érdemrend középkeresztje (1997)
- a Szegedért Alapítvány fődíja (1998)
- Az év ismeretterjesztő tudósa, 2014, nevét ettől az időponttól kezdve a 313116 Palvenetianer (2000 YX31) nevű kisbolygó őrzi.[4]
- A Magyar Érdemrend parancsnoki keresztje a csillaggal (2024)

## Főbb tudományos publikációi
- The Enzymic Reactivation of Reduced Ribonuclease (Straub F. Brunóval, Biochim. Biophys. Acta, 1963)
- Enzymatic Synthesis of Solid Phase-Bound DNA Sequences Corresponding to Specific Mammalian Genes (társszerző, Proc. Natl. Acad. Sci., 1974)
- The Number of rRNA Genes in Escherichia coli (társszerző, FEBS Let., 1977)
- Cloning of the Modification Methylase Gene of Bacillus sphaericus in E.coli (társszerző, Gene, 1980)
- Nucleotide Sequence of the BsuRI Restriction-Modification System (társszerző, Nucleic Acids Res., 1985)

Könyvek
- Molekuláris biológia tegnap, ma, holnap (1978)
- A DNS szép új világa. A tudomány második bűnbeesése; Kulturtrade, Bp., 1998
- A génsebész műszerei: a restrikciós-modifikációs enzimek; MTA, Bp., 1999 (Székfoglalók a Magyar Tudományos Akadémián)
- Csillagórák a tudományban. A molekuláris biológia diadalútja a Nobel-díjak tükrében; Medicina, Bp., 2003
- Molekulák, gének, sorsok (2008)
- Génmódosított növények, Mire jók? (2010)
- Az emberi genom, Akadémiai Kiadó, Budapest, 2013. ISBN 978 963 05 9363 2